# EXPO 2001
『エキスポ2001』（EXPO 2001）は1993年11月1日に発売されたピチカート・ファイヴ通算1作目のリミックス・アルバム。

## 解説
『ボサ・ノヴァ2001』『スーヴニール2001』に続き1993年に発売された初のリミックス・アルバム。本作の次には2枚目のリミックス・アルバム『FREE SOUL 2001』が発売された。

## 収録曲
1. ピチカートマニア　0分35秒
2. キャッチー（voltage unlimited catchy）　5分25秒
  - remixed by：テイ・トウワ
3. マジック・カーペット・ライド（jazz a delic full mix）　6分03秒
  - remixed by：jazz a delic
4. ピース・ミュージック（pease pottage mix）　8分40秒
  - remixed by：セイント・エティエンヌ
5. ゴー・ゴー・ダンサー（super telex mix）　5分12秒
  - remixed by：テレックス
6. フラワー・ドラム・ソング（satoshi's lament）　7分58秒
  - remixed by：富家哲
7. サンキュー（playground mix）　4分57秒
  - remixed by：chapter & the verse
8. トゥイギー・トゥイギー（take the tb train mix）　7分47秒
  - remixed by：石野卓球
9. 万事快調（banji-jump from corcovado）　3分29秒
  - remixed by：テイ・トウワ＆富家哲